# San Carlo all’Arena
San Carlo all’Arena ist der 7. von den 30 Stadtteilen (Quartieri) der süditalienischen Hafenstadt Neapel. Er gehört zum Historischen Zentrum (Centro Storico), sowie zu dessen sozioökonomisch gesehen mittelreichen Stadtteilen.

## Geographie und Demographie
San Carlo all’Arena grenzt an die benachbarten Stadtteile Piscinola, Miano, Secondigliano, San Pietro a Patierno, Poggioreale, Vicaria, San Lorenzo, Stella, Arenella und Chiaiano.
San Carlo all’Arena ist 7,64 Quadratkilometer groß und hatte im Jahr 2009 68.893 Einwohner.

## Nennenswerte Orte und Gebäude

### Parco di Capodimonte, Reggia di Capodimonte und Museo di Capodimonte
Im Gebiet von San Carlo all’Arena liegt auf dem Hügel Capodimonte einer der größten Parks von Neapel, der Parco di Capodimonte. Zu diesem gehört auch der ehemalige herrschaftliche Palast (Reggia di Capodimonte), in dem sich das Museo di Capodimonte mit Bildern u. a. von Botticelli, Raffael, Tizian und Caravaggio befindet. Erbaut wurde der Palast von Karl III. ab 1738, Architekt war Antonio Canevari.

### Albergo dei Poveri
An dem Platz Piazza Carlo III. liegt der monumentale Bau Real Albergo dei Poveri (auch: Palazzo Fuga). Er wurde 1750 bis 1766 von dem Architekten Ferdinando Fuga und im Auftrag von Karl dem III. erbaut. Er war dazu gedacht, die „Armen“ des Reiches unterzubringen.

### Orto Botanico
Neben der Albergo dei Poveri befindet sich der Botanische Garten (Orto Botanico) von Neapel. Er wurde 1811 eröffnet und gehört der Universität Neapel Federico II.

### Ponti Rossi
In San Carlo all’Arena befindet sich auch das Viertel Ponti Rossi (deutsch: Rote Brücken). Es galt einst – seit der Römerzeit – als fruchtbares, landwirtschaftlich genutztes Gebiet, heute hat sich die Stadt längst über dieses Viertel hinaus ausgebreitet. Seinen Namen erhielt es von den römischen Aquädukten aus roten Ziegelsteinen, von denen auch heute noch Überreste sichtbar sind.

### Piazza Grande
Zu erwähnen ist auch der futuristisch anmutende Wohnbaukomplex Piazza Grande. Er wurde 1985 bis 1989 von mehreren Architekten, darunter v. a. Aldo Loris Rossi erbaut. Er wirkt monumental und ist als Kreis erbaut. In der freien Fläche der Mitte des Kreises sollte sich nach der Idee der Planer das soziale Leben (mit Gärten, Sportplatz usw.) abspielen.

### Geburtshaus Carusos
An der Via Santi Giovanni e Paolo 7 steht das Geburtshaus des Opernsängers Enrico Caruso. Aus Anlass von Carusos 100. Todestag wurde am 2. August 2021 das Casa Museo Enrico Caruso („Hausmuseum Enrico Caruso“) eingeweiht.

## Bilder

San Carlo all’Arena
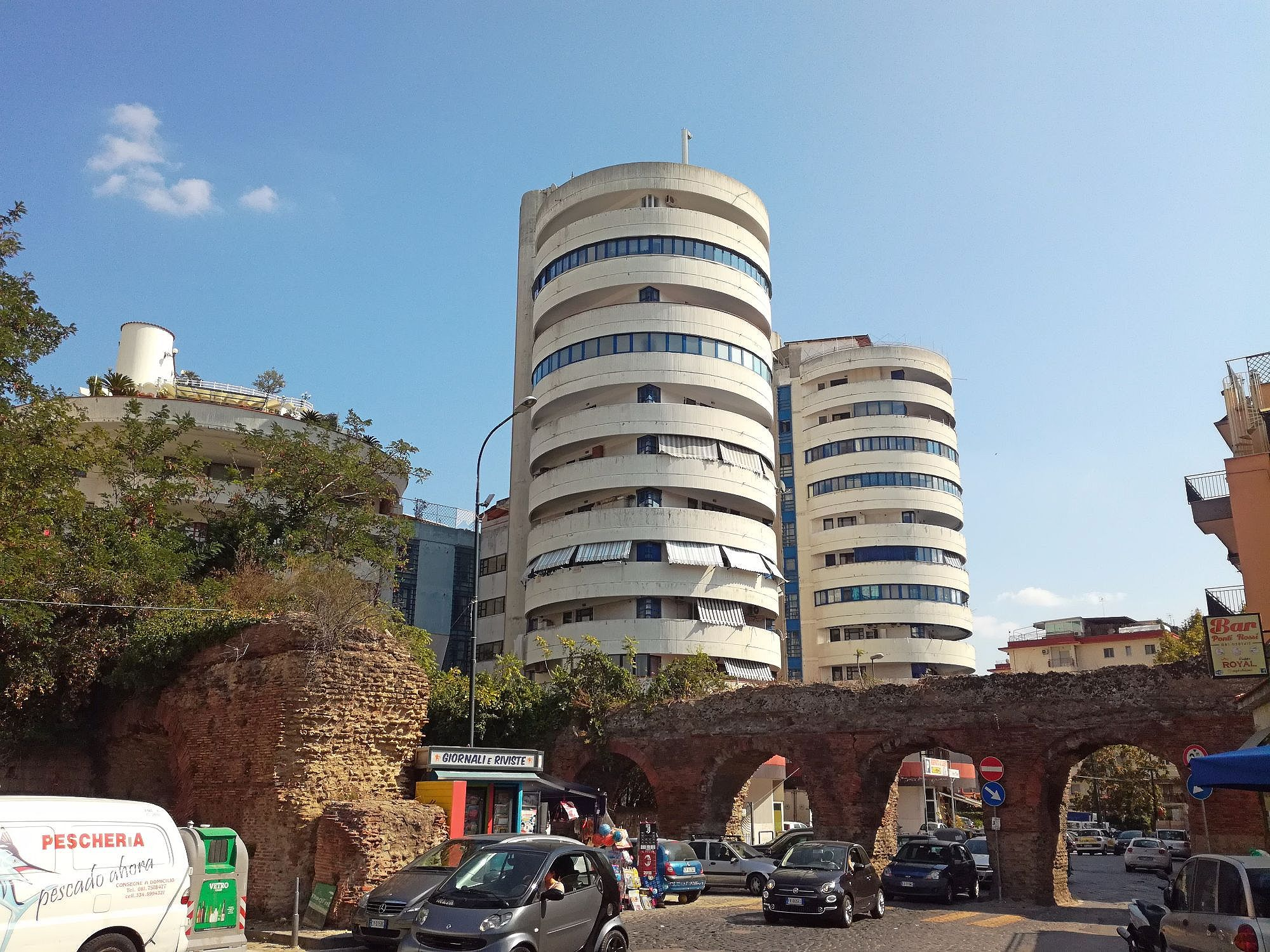
Ein römisches Aquädukt gab dem Viertel Ponti Rossi seinen Namen, dahinter ein Teil der Piazza Grande.
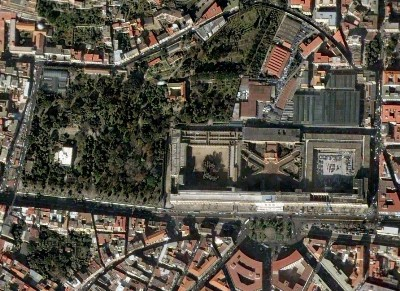
Luftansicht des Orto Botanico und der Albergo dei Poveri.
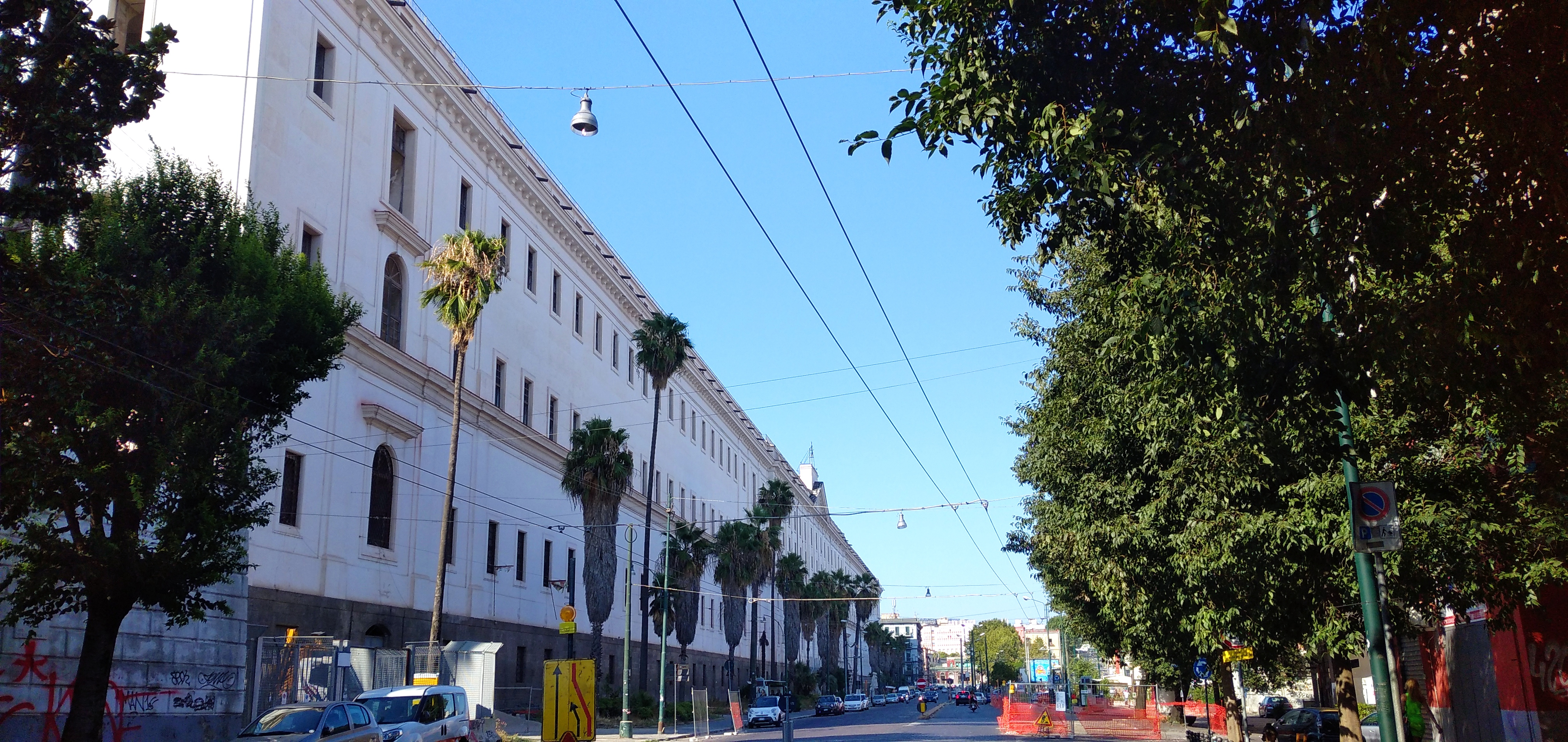
Vorderansicht der Albergo dei Poveri.
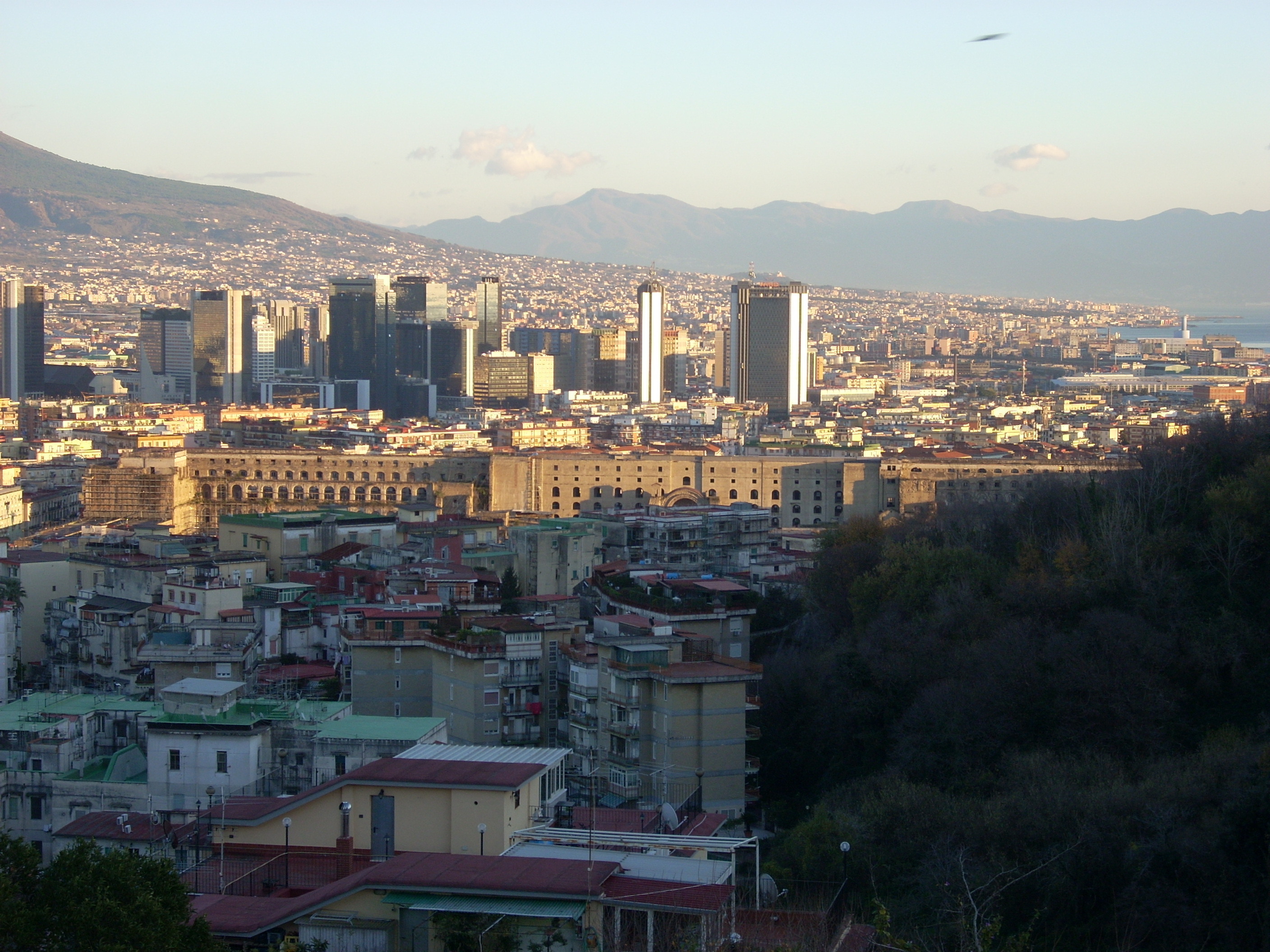
Rückseite der Albergo dei Poveri.
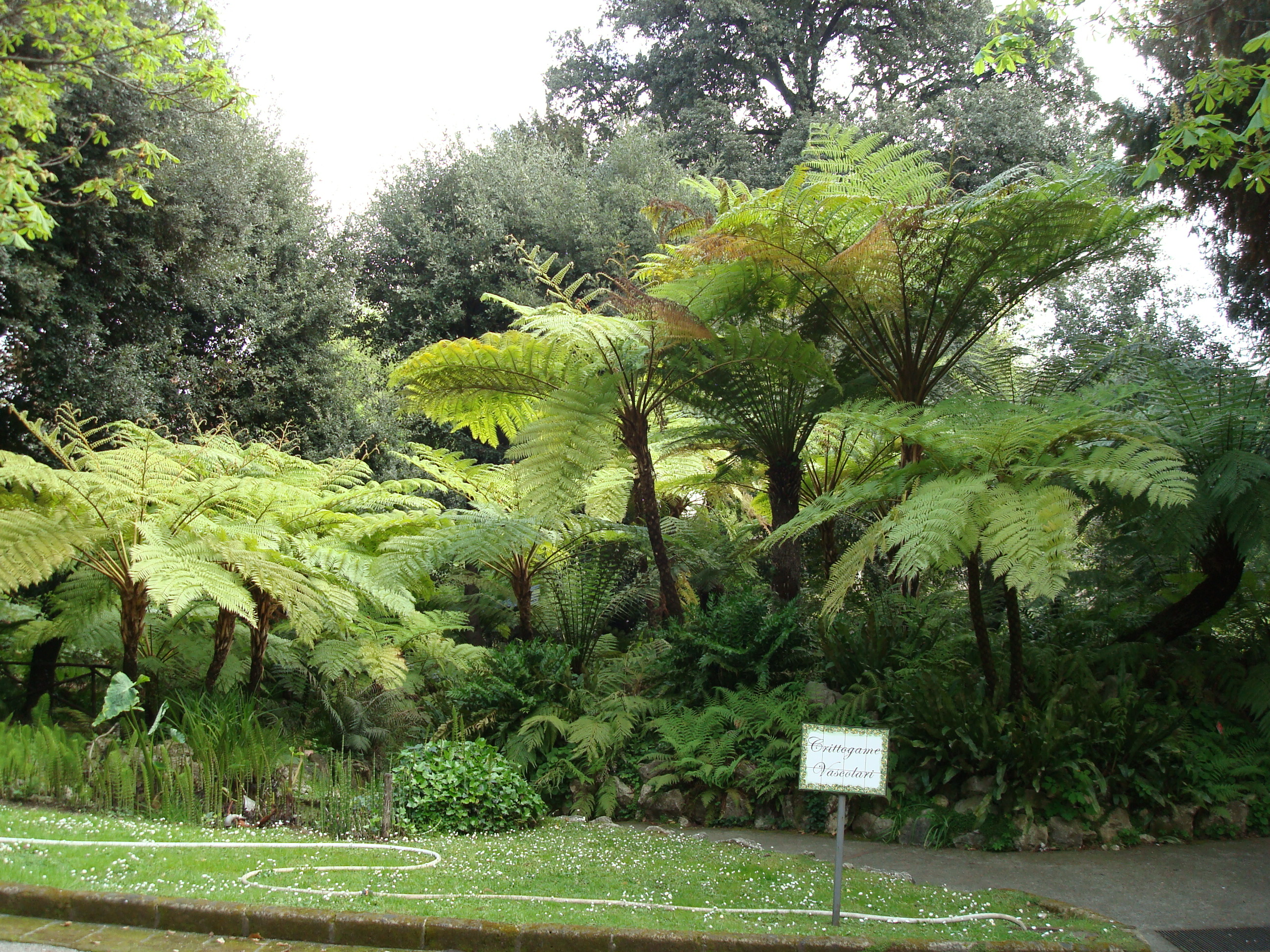
Ein Foto im Orto Botanico.